# Fluorure d'uranyle
Ne doit pas être confondu avec Fluorure d'uranium.
Le fluorure d'uranyle est un composé inorganique de la famille des oxyfluorures, de formule brute UO2F2. Il se présente sous forme d'un solide jaune cristallisé, hygroscopique, qui vire à l'orange en s'humidifiant. Il est stable jusqu'à environ 300 °C, température à laquelle il se décompose en octaoxyde de triuranium U3O8, difluor F2 et fluorure d'oxygène OF2.
C'est un intermédiaire dans la conversion de l'hexafluorure d'uranium UF6 en oxydes d'uranium et uranium métallique. Il résulte également de la réaction de l'humidité de l'air sur l'hexafluorure d'uranium : lorsque ce dernier est libéré par accident dans l'atmosphère, il forme du fluorure d'uranyle qu'on retrouve sur le sol sous forme de dépôts solides :
UF6 + 2 H2O → UO2F2 + 4 HF.
Cette réaction survient lorsque UF6 est aussi bien à l'état solide qu'à l'état gazeux, mais est bien entendu nettement plus rapide à l'état gazeux.
D'autres solides se forment, essentiellement des produits d'addition tels que des fluorures hydratés d'uranium et des hydrates de fluorure d'uranyle UO2F2·nH2O.